# Radivoj Gvozdanović
Radivoj Gvozdanović (Apatin, 15. kolovoza 1946.), hrvatski karikaturist i crtač, redatelj i scenarist crtanih filmova.
Crtanjem karikatura bavi se od srednje škole. Od 1970. godine radi za Zagreb film za koji je nacrtao više od 20 crtanih filmova. Mnogi su nagrađeni na raznim svjetskim filmskim festivalima. Pripada Zagrebačkoj školi crtanog filma.
1989. godine crtao je za BBC seriju od 13 epizoda crtanog filma. Serija je bila na temu očuvanja okoliša.
Radivoj Gvozdanović također je kreirao i producirao cijeli niz komercijalnih spotova za mnoge ugledne hrvatske tvrtke.
Karikature je crtao za poznate časopise, među kojima se ističu Playboy, Nebelspalter, Er, Pardon, Lui, Betreff, She, High Society i dr. Za karikature je dobio nagrade na mnogim izložbama diljem svijeta (Tokio, Montreal, Marostica, itd.)

## Vanjske poveznice
- Hollywood.com
- Art-kino